# Región Costa Montaña
La Región Costa y Montaña es una de las regiones naturales de Venezuela, la cual se encuentra ubicada en la zona norte del país y se extiende de Oeste a Este. Ocupa un 20% de la superficie del país y comprende parte de los estados de Táchira, Mérida, Trujillo, Zulia, Falcón, Lara, Yaracuy, Carabobo, Aragua, La Guaira, Miranda, Sucre, el Distrito Capital, y una pequeña porción de Anzoátegui. Valencia, los Llanos,Mérida entre Otros

## Geología
La geología de la región está constituida por rocas sedimentarias y rocas ígneas.

## Relieve
Tiene un relieve complejo, por lo cual hay una escasez de tierras planas en la región, y este ocupa una parte de la región andina. Está formado por dos tramos: el central y el oriental, separados por la depresión de Unare y la fosa de Cariaco.

## Clima
Su clima es influenciado en gran parte por su altitud, sus masas de agua y la orientación de la gran cantidad de montañas que posee. Las características del clima, de la vegetación y de la hidrografía de la región, influyen en una gran parte en la distribución de su población y en el desarrollo y avance de las actividades económicas, agrícolas e industriales.

## Hidrografía
El arco montañoso andino-costero conduce las aguas que surgen de la región a alguna de las cuencas (del río Orinoco o la del Lago Maracaibo) o alguna de las vertientes (del Océano Atlántico y del Mar Caribe).
Por motivo de irregularidades topográficas del terreno que facilitan la presencia de valles y montañas, el cauce de los ríos no es regular, formando saltos que se usan para la producción hidroeléctrica. No obstante, el caudal de los ríos es débil y de corto recorrido.